# Колатерална вентилација
Колатералне вентилација у људским плућима  дефинише се као „вентилација алвеоларних структура кроз пролазе или канале који заобилазе нормалне дисајне путеве“. Колатерална вентилација се смтра резервним системом алвеоларне вентилације који може заобићи нормалан пут протока ваздуха када су дисајни путеви ограничени или опструирани. Укључени путеви су они између суседних алвеола, између бронхиола и алвеола, и оне између бронхиола. Колатерална вентилација такође служи за модулацију неравнотеже у вентилацији и перфузији, што је карактеристика многих болести. Путеви се мењају код плућних болести, посебно код астме и емфизема. Сличан функционални образац колатерализације се види и у циркулаторном систему срца.

## Значај
Овај феномен који се јавља код емфизема данас је заинтересовао све оне који раде у новој и узбудљивој области бронхоскопских техника за лечење емфизема плућа. Разумевање колатералне вентилације је временом постало централно за планирање нових бронхоскопских техника за лечење емфизема.  
Једна од техника која је дизајнирана да искористи предности овог феномена је техника заобилажења дисајних путева коју је развила компанија Broncus Technologies Inc (Mountain View, CA, USA).  Она укључује стварање вештачке комуникације између плућног паренхима и сегментних дисајних путева и њихово држање отвореним помоћу стентова. Све више се смтра да ови нови путеви ниског отпора, заједно са већ постојећом колатералном вентилацијом, могу омогућити бољи излаз ваздуха при издисању, заобилазећи колабиране мале дисајне путеве и на тај начин смањити и мировање и динамичку хиперинфлацију. 
Чини се да колатерална вентилација не постоји у детињству, али се развија касније у животу и у много већем степену код емфизема.  Како је емфизем „преко нормалног повећања величине ваздушних простора дистално од терминалне бронхиоле, праћено деструкцијом њихових зидова“,  могуће је претпоставити како би процес болести могао довести до формирања колатералних канала. Можда деструкција алвеоларних зидова заједно са променама механичког напрезања  отвара нове канале за проток или једноставно изазива проширење постојећих канала, чиме се смањује њихов отпор.
Када емфизем доводи до повећане колатералне вентилације, у области плућа су потпуно опструирана,  и без колатералне вентилације, тензије алвеоларног гаса унутар опструираног подручја се брзо изједначава  са мешаном венском крвљу, и нема даље размене гасова, алвеоларни гас се апсорбује и развија се ателектаза. У овим условима уочава се да колатерална вентилација може спречити ателектазу у условима опструкције протока ваздуха, али да ли ово има неке значајне функционалне предности? 
Чињеница да је колатерална вентилација од функционалног значаја поткрепљена је запажањем да коњи немају колатералну вентилацију и да веома лоше толеришу опструктивне болести плућа, док пси имају значајан степен колатералне вентилације и много боље толеришу опструкцију протока ваздуха. Ову функционалну корист су експериментално потврдили Линдског и Бредшо, који су мерили парцијални притисак гаса у опструираној области плућа која је вентилисана искључиво колатералном вентилацијом. Као што се и очекивало, артеријски притисак кисеоника (PaО2) је био мањи, а PaСo2 већи него у ваздуху који је издахнут из неометаног плућа (подвргнуто већој размени гасова). Они су тада открили да је PaО2 већи, а PaСo2 нижи од истовремених гасова артеријске крви. Другим речима, области плућа које су само колатерално вентилисане и даље могу да врше корисну размену гасова – или колатерални канали омогућавају плућима у опструкцији да одрже користан степен функције. 
Практични значај овог феномена је да размена гасова код емфизема може бити изузетно добро очувана упркос озбиљној опструкцији протока ваздуха, јер се у извесној мери ослања на феномен колатералне вентилације.

## Историја
Постојање канала у плућима кроз које би могао да дође до таквог колатералног протока ваздуха уочено је још пре једног века,   али је тек 1930-их година препознат могући значај овог тока.  Овај феномен су у великој мери игнорисали и физиолози и лекари,  осим одабране групе истраживача током 1960-их и 1970-их година.
Са појавом нових бронхоскопских техника за лечење емфизема, феномен колатералне вентилације поново добио на значају и рад Хигучија и сарадника у  часопису Thorax (Грудни кош)  усмерио је пажњу на  питање. колатералне вентилације у емфизематозним плућима.

## Опште информације
Да би дошло до колатералног протока ваздуха унутар плућа, морају постојати колатерални канали са градијентом притиска у њима. Путеви за колатералну вентилацију укључују интералвеоларне поре, помоћне бронхиоло-алвеоларних комуникација, и помоћне респираторне бронхиоле које повезују бронхиолу са бронхиолом.
Отпор колатералном протоку у људским плућима је измерен и утврђено је да је 50 пута већи од отпора протоку кроз нормалне дисајне путеве. Стога се чини да колатерална вентилација не може постојати у било ком значајном степену у нормалним дисајним путевима. Међутим, отпор колатералном протоку је значајно смањен код емфизема до те мере да отпор протоку у сегментним дисајним путевима (повећан експираторним колапсом и зачепљењем слузи) може заправо бити већи од отпора протоку кроз колатералне путеве.
Значајна опструкција протока ваздуха је обележје емфизема и то доводи до подручја неравномерне вентилације што доводи до стварања градијената притиска у плућима. Колатерални канали ниске отпорности стога могу постојати код емфизема са градијентом притиска преко њих - ситуација која ће вероватно довести до значајне колатералне вентилације.
Чињеница да долази до колатералне вентилације може се закључити на основу неких једноставних запажања. Барсма је 1947. године приметио да код пацијента потпуне оклузије бронха доњег режња након аспирације страног тела није довела до ателектазе. Он је претпоставио да је ваздух морао да вентилише оклудиране сегменте преко колатералних канала и наставио је да експериментално демонстрира сегментни колатерални ток.
Сличан признати феномен је недостатак лобарног колапса код емфизема када дође до потпуне лобарне оклузије због тумора, а техника коју су описали Higuchi и сарадници добро је документовано као анестетичког/хируршки феномен. Код вентилације емфизематозног плућа често се примећује да селективна лобарна интубација не доводи до колапса других режњева – односно да  ваздух мора да доспева у ове друге режњеве преко колатералних канала.

## Дијагноза
Опсег колатералне вентилације који постоји потребно је разјаснити квантитативним методама и треба га проспективно измерити код пацијената пре уметања залистака. Ово може да користи нове радиолошке технике као што је скенирање магнетном резонантномтомографијом како се развијају или бронхоскопским техникама. Тек након добро обављене дијагностике постаће јасно да ли се колатерална вентилација може тачно предвидети.